# Croce Rossa Liechtensteinese
La Croce Rossa Liechtensteinese (in tedesco Liechtensteinisches Rotes Kreuz) è la società nazionale della Croce Rossa del Principato del Liechtenstein, stato dell'Europa centrale.

## Denominazione ufficiale
- Liechtensteinisches Rotes Kreuz (LRK), in lingua tedesca, idioma ufficiale del Liechtenstein;[1]
- Liechtenstein Red Cross (LRC), in lingua inglese.[2]

## Storia

### Antefatto
Nel 1944 il Liechtenstein aderì alle convenzioni di Ginevra, creando il presupposto per la fondazione della Croce Rossa nazionale.

### Dalla fondazione agli anni settanta
Venne istituita su iniziativa della principessa Giorgina il 30 aprile 1945, visto l'elevato numero di rifugiati che premeva al confine di Schaanwald. Il giorno dopo furono in oltre 7.000 ad arrivare in Liechtenstein e ne vennero registrati 1.100.
La neonata Società invitò la popolazione a donare a favore dei rifugiati e venne riconosciuta dal Comitato Internazionale il 22 giugno. Prestati i necessari aiuti d'emergenza, cominciò a espandersi e nel 1946 fu creato un servizio di assistenza all'infanzia, che si è evoluto fino all'attuale Servizio di Consulenza per Madri e Padri. Dal 1948 al 1966 gestì l'Ufficio di Assistenza generale.
Nel 1953 furono intraprese con l'associazione dei Samaritani le prime campagne per reperire donatori del sangue e nel 1956 la Società prestò aiuto in seguito alla rivoluzione ungherese. Nel 1968 si impegnò nel sostegno ai rifugiati cecoslovacchi e nel 1972 venne introdotto il servizio d'emergenza. Nel 1979 prestò soccorso alle vittime della guerra sino-vietnamita.

### Dagli anni ottanta a oggi
Nel 1985 la presidenza fu assunta dalla principessa Marie e dal 1989 furono avviati progetti e attività indipendenti a sostegno delle vittime delle guerre in Europa sud-orientale, di calamità naturali e carestie.
Nel 2015 la Società celebrò il suo 70⁰ anniversario e la principessa Sofia ne ereditò la conduzione. Nel 2020 celebrò il 75⁰ anniversario e a novembre si trasferì nella nuova sede in Zollstrasse 56 a Vaduz.

## Presidenti
- Giorgina di Wilczek (1945-1985);
- Marie Kinsky von Wchinitz und Tettau (1985-2015);
- Sofia di Baviera (dal 2015).

## Organizzazione
A giugno 2023 l'organizzazione della Croce Rossa Liechtensteinese è la seguente:

### Assemblea Generale
È l'organo supremo della Società.

### Consiglio di Amministrazione
Funge da organo strategico ed è composto dai seguenti membri:
- Presidente: Sofia di Baviera;
- Vice Presidente: Martin Gstoehl;
- Nils Berger;
- Caroline Voigt;
- Mathias Hemmerle;
- Remo Mairhofer.

### Comitati Consultivi
- Direttore Medico del Servizio Ambulanze: Markus Körnlein;[5]
- Direttore Medico del Servizio di Consulenza per Madri e Padri: Thomas Frick.[5]

### Segretariato generale
- Capo Ufficio: Nicole Matt-Schlegel e Ulrike Charles.[5]

### Organo di revisione
L'audit aziendale è affidato alla seguente società:
- Audita Revisions-AG, Vaduz.

## Attività

### Servizio di Consulenza per Madri e Padri
Nacque nel 1946 come servizio di assistenza all'infanzia ed è attivo attraverso consulenze domiciliari, telefoniche, alla genitorialità e sui temi che riguardano lo sviluppo di bambini e neonati compresi nella fascia 0-5 anni. Il 1⁰ novembre 2021 attivò il servizio di consulenza telefonica e via chat Pro Juventute.

### Donazioni del sangue
Tra il 1953 e il 1954 in Liechtenstein si svolsero due campagne di donazione del sangue a cura della Croce Rossa Svizzera. A Vaduz e Schaan vennero registrati complessivamente 273 donatori e ad oggi la Croce Rossa Liechtensteinese svolge ogni anno sette campagne, da cui riesce a raccogliere circa 500 litri di sangue.
Inoltre, la presidente onora coloro che hanno donato più di venti volte durante l'Assemblea Generale che si riunisce annualmente. Ogni due anni gli stessi donatori vengono ricevuti al castello di Vaduz come ulteriore segno di ringraziamento.

### Servizio d'emergenza
Nel 1955 la Croce Rossa Liechtensteinese mise in azione il suo primo veicolo di soccorso attraverso una donazione privata. Venne istituito il servizio vero e proprio nel 1971 e il 2 gennaio 1972 divenne operativo con due veicoli, quattro paramedici e i volontari dell'associazione dei Samaritani.
Nel 1989 il servizio divenne disponibile attraverso il numero di emergenza 144, a cui risponde il centralino del Liechtensteinisches Landesspital. Ogni anno, nel periodo natalizio, viene svolta una vendita di cartoline a favore del servizio di emergenza, che opera in due squadre:
- La prima squadra è attiva 24 ore su 24 e si occupa di infortuni sul lavoro, di tipo sportivo o stradale, oltre che di emergenze mediche quali infarti e ictus.[10] Tuttavia, nella maggior parte dei casi viene chiamata per esigenze domestiche.[10] Dalle 8:00 alle 20:00 i veicoli di soccorso includono anche i medici del Liechtensteinisches Landesspital e durante la notte sono i medici liberi professionisti a occuparsi delle emergenze sanitarie.[10]
- La seconda squadra si occupa del trasporto dei pazienti, che può essere programmato con anticipo e anche con un breve preavviso.[10] È attivo dalle 7:30 alle 16:00, tranne nei fine settimana, e si occupa di trasferire i pazienti, di condurre presso centri medici coloro che devono sottoporsi a esami diagnostici o che devono fare ritorno dopo aver ricevuto visite in cliniche specializzate.[10]

### La Casa dei Bambini
L'8 dicembre 1956, secondo un progetto comune tra la Società e la popolazione, venne inaugurato un orfanotrofio nella Casa Maschlina di Triesen, per ospitare i bambini liechtensteinesi che non potevano vivere nei loro ambienti famigliari. Nel 1965 venne trasferita nella Casa Gamander di Schaan, ben più ampia e munita di un giardino, che poteva ospitare diciotto bambini.
In occasione dell'Assemblea Generale della Croce Rossa a Budapest del 1991, la principessa Marie e il delegato estero Marianne Marxer videro l'opportunità di trasferire in Liechtenstein, per un mese alla volta, i bambini e i giovani risiedenti nei campi profughi.
Così, nel 1992, Casa Gamander acquisì nuovi obiettivi e cominciò a ricevere i bambini rifugiati, specie dall'Europa dell'est. Da allora, ogni mese, circa sedici bambini provenienti da zone belliche o di crisi, accompagnati da interpreti e da quattro adulti, vi giungono al fine di soggiornarvi per tre settimane.
Vengono loro proposte lezioni, attività ludiche o manuali e, a seconda delle stagioni, differenti attività all'aperto. In base alle necessità di ogni bambino vengono anche consultati professionisti medici. I giovani ospitati vengono soprattutto da Bielorussia, Moldavia, Romania, Serbia, Ucraina e Ungheria e, fino al dicembre 2017, sono giunti in Liechtenstein 275 gruppi di bambini.
A livello economico, Casa Gamander viene mantenuta attraverso donazioni private.

#### Organizzazione
- Direttore: Alban Banzer;[13]
- Assistente: Lena Walser;[13]
- Assistente: Sabrina Kratt.[13]

### Educazione sanitaria
La Croce Rossa Liechtensteinese tiene diversi corsi di formazione sanitaria:
- Corso base di primo soccorso: dalla durata di 16 ore, serve a riconoscere e a risolvere le situazioni di emergenza più comuni;
- Corso BLS-AED: dalla durata di 4 ore, serve ad apprendere le tecniche di massaggio cardiaco; ventilazione e l'utilizzo del defibrillatore;
- Corso di primo soccorso ai bambini: dalla durata di 16 ore, serve ad apprendere le basi di soccorso verso neonati e bambini;
- Corso personalizzato: sono progettati in base alle esigenze di ogni individuo, che può scegliere il proprio da una selezione di moduli programmati o chiedendo di crearne uno in base alle proprie necessità.

### Aiuti esteri
La Croce Rossa Liechtensteinese avvia raccolte di fondi per sostenere le vittime di calamità naturali, di carestie, di crisi o di guerre, raggruppandole sotto l'appello "Attuali". Inoltre è attivo un fondo speciale, il "Jubiläumsfonds", un'iniziativa privata istituita in occasione del 60⁰ compleanno della principessa Marie.